# Аллеге (озеро)
А́ллеге (итал. Lago di Alleghe) — озеро в Доломитовых Альпах на территории провинции Беллуно в регионе Венето, в Италии. Расположено между коммунами Аллеге и Рокка-Пьеторе. Озеро образовалось в 1771 году после оползня, который перекрыл течение реки Кордеволе; последняя является главным притоком и единственным стоком озера. Среди многочисленных второстепенных притоков самым большим является поток Дзуная. На побережье озера находятся два поселения: на левом берегу посередине — Аллеге, на южном окончании по обоим побережьям — Масаре́. После появления озера, Аллеге и Масаре стали известными туристическими курортами в Доломитовых Альпах. Туристов привлекает в эти места красивый вид горного озера, в котором отражается горный хребет Монте-Чиветта. Воды Лаго-ди-Аллеге также используются для работы гидроэлектростанции.

### Происхождение
Озеро возникло утром 11 января 1771 года, когда небольшой холм Пиц, расположенный справа от реки Кордеволе, обрушился в результате оползня, охватившего деревню Рьете, уничтожившего поселение Марин и частично разрушившего поселение Фузин. В результате стихийного бедствия погибли 49 человек. Несмотря на то, что ране холм проявлял признаки нестабильности, например, падением с него камней, ничто не предвещало подобной катастрофы.
Непроходимость долины, вызванная оползневыми обломками, блокировала естественный путь реки Кордеволе с последующим образованием озера. В воды образовавшегося водоёма стали погружаться поселения на близлежащей территории. Полностью исчезли деревни Перон, Соракордеволе, Соммариве, Коста и Торре. 208 человек оказались лишёнными всего своего имущества.
Потребовалось два месяца, чтобы озеро преодолело обвал, образованный оползнем, хотя к концу января оно уже практически сформировалось. Усилия Венецианской республики, направившей к месту трагедии бригаду техников и инженеров для предотвращения образования озера, успеха не имели. Оползень был слишком большой, чтобы можно было вырыть канал, который позволил бы вытечь воде и, таким образом, восстановить некоторые пострадавшие деревни и сёла. Кроме того, представленный бригадой проект требовал больших материальных средств и человеческих ресурсов, которыми правительство не располагало.
Когда ситуация, казалось, стабилизировалась, новая катастрофа поразила эту местность. 1 мая того же года остатки «земли и камней», как сообщается в документах того времени, отделились от горы и упали в озеро. Сила этого нового оползня, вероятно, вызванного ливневыми дождями, которые имели место той весной, пусть и меньше, чем первого, вызвала волну, которая ударила по побережью Аллеге, разрушив часть приходской церкви и некоторые другие дома близ озера. Погибли 3 человека. Образование озера приобрело большой резонанс не только среди руководства Венецианской республики, но также заинтересовало академические круги. Событие было тщательно описано геологом Антонио Стоппани в одной из глав его книги «Прекрасная местность».